# San Girolamo nel deserto (Cima da Conegliano Harewood)

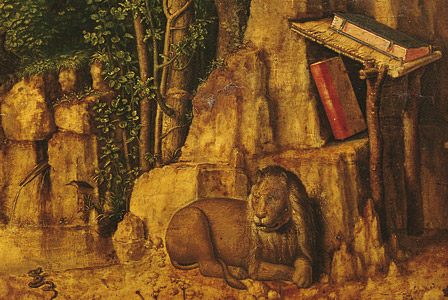
Dettaglio: il leone amico a cui tolse la spina e la bibbia

San Girolamo nel deserto è un dipinto a olio su tavola di Cima da Conegliano, databile fra il 1500 e il 1510 e conservato nella Harewood House vicino a Leeds in Inghilterra.
Colpisce molto la somiglianza di quest'opera con il San Girolamo nel deserto conservato presso il Museo di belle arti di Budapest.

## Descrizione
Il dipinto rappresenta al centro San Girolamo con una pietra nella mano destra per percuotersi il petto, con la mano sinistra regge una croce in legno che contempla.